# Цона Канута (Лече)
Цона Канута (итал. Zona Canuta) је насеље у Италији у округу Лече, региону Апулија.
Према процени из 2011. у насељу је живело 9 становника. Насеље се налази на надморској висини од 2 м.